# Nellie Fox
Jacob Nelson „Nellie“ Fox (* 25. Dezember 1927 in St. Thomas, Pennsylvania; † 1. Dezember 1975 in Baltimore, Maryland) war ein US-amerikanischer Baseballspieler in der Major League Baseball.

## Biografie
Nellie Fox gab sein Debüt als Second Baseman am 8. Juni 1947 in der American League bei den Philadelphia Athletics. In Philadelphia spielte er bis 1949, ehe er zum Beginn der Saison 1950 zu den Chicago White Sox transferiert wurde. Bei den White Sox bildete er mit den Shortstops Chico Carrasquell und Luis Aparicio eine der stärksten Innenverteidigungen im Baseball der 1950er Jahre. Fox war ein beständiger Schlagmann, hatte aber nicht die Kraft, Home Runs zu schlagen. In seiner Karriere konnte er insgesamt nur 35 Home Runs erzielen. Sechsmal hatte er einen Schlagdurchschnitt von über 30 % am Ende der Saison. 
Seinen größten sportlichen Erfolg erreichte er in der Saison 1959. Die White Sox gewannen den Titel in der American League und trafen in der World Series auf die Los Angeles Dodgers. Chicago unterlag in sechs Spielen, Fox kam in diesen Spielen auf einen Schlagdurchschnitt von 37,5 %. In der American League wurde er zum MVP gewählt.
In der Zeit vom 7. August 1956 bis zum 3. September 1960 bestritt er  798 aufeinanderfolgende Spiele als Second Baseman, ein Rekord, der für seine Feldposition bis heute nicht gebrochen ist.
Seine letzte Station als Spieler bestritt er in den Spielzeiten 1964 und 1965 bei den Houston Astros. Dort bestritt er am 24. Juli 1965 sein letztes Spiel.
Insgesamt nahm er in seiner Karriere zwölfmal am All-Star Game teil und gewann drei Gold Glove Awards.
Fox starb Anfang Dezember 1975 über drei Wochen vor seinem 48. Geburtstag an Krebs. In die Baseball Hall of Fame wurde er 1997 durch das Veterans Committee berufen. Seine Trikotnummer 2 wird von den Chicago White Sox nicht mehr vergeben.